# Ormrot
Ormrot (Bistorta vivipara) är en art i familjen slideväxter. Den finns i hela Sverige men är lite mindre vanlig i södra Sverige. Den trivs på hedar och ängar och är flerårig. Den har vita blommor och avlånga blad.

## Beskrivning
Ormrot blir omkring 15 cm hög. Den har en mörk knäböjd ogrenad jordstängel. De nedersta bladen är långskaftade och lansettformade. Längre upp på stängeln är bladen smalare och ljusare och har kortare stjälkar. Blomställningen är ett ax med vita eller blekröda blommor. Frukten är en nöt. Men eftersom växten ofta har mest hanblommor blir det lite eller ingen frukt på axet. I stället har axet ofta många yngelknoppar. Dessa utvecklar sig gärna med gröna blad innan de faller av moderplantan.

## Ormrot  som föda
Rotknölarna innehåller 24 procent kolhydrater och groddknopparna innehåller 17 procent kolhydrater. Dessa har en nötliknande smak och kan ätas färska men bör kokas i 15 minuter. Bladen är en källa till C-vitamin och kan ätas färska. Ormrot betraktas som en av de 14 viktigaste vildväxterna i en överlevnadssituation.

## Bygdemål
Lokala namn i Jämtland är höfrö och fröfylla.

## Synonymer
Bistorta bulbifera (Royle ex Bab.) Greene
Bistorta macounii (Small ex J.M.Macoun) Greene
Bistorta vivipara (L.) S.F.Gray
Bistorta vivipara (L.) Delarbre nom. illeg.
Bistorta vivipara subsp. fugax (Small) Soják
Bistorta vivipara subsp. macounii (Small ex Macoun) Soják
Colubrina vivipara (L.) Montandon
Persicaria ramosa  Nakai
Persicaria vivipara (L.) L.P.Ronse Decraene
Polygonum angustifolium  D.Don
Polygonum bistorta  Garcke nom. illeg.
Polygonum blancheanum  Gandoger
Polygonum bracteatum  Sprengel
Polygonum bulbiferum  Royle ex Bab.
Polygonum camptostachys  Gandoger
Polygonum chevrolatii  Gandoger
Polygonum fugax  Small
Polygonum macounii  Small ex Macoun
Polygonum philippei  Gandoger
Polygonum tenuifolium  H.W.Kung
Polygonum viviparum  L.
Polygonum viviparum f. alpinum (Wahlenb.) Polunin
Polygonum viviparum f. bulbigerum  G.Beck
Polygonum viviparum f. elatior  Kurtz
Polygonum viviparum f. florigerum  G.Beck
Polygonum viviparum f. linearifolium  J.Q.Fu
Polygonum viviparum f. pusillum  Kurtz
Polygonum viviparum f. ramosum (Nakai) T.Shimizu
Polygonum viviparum monstr. paniculata  Porsild
Polygonum viviparum var. alpinum  Wahlenberg
Polygonum viviparum var. angustum  A.J.Li
Polygonum viviparum var. capitatum  Torrey
Polygonum viviparum var. macounii (Small ex J.M.Macoun) Hultén
Polygonum viviparum var. pseudobistorta  J.Rousseau
Polygonum viviparum var. ramiflora  L.Villar
Polygonum viviparum var. subacaule  Pursh
Polygonum viviparum var. tenuifolium (H.W.Kung) Y.L.Liu